# Rauershof
Rauershof ist ein Wohnplatz der Kreisstadt Kronach im Landkreis Kronach (Oberfranken, Bayern).

## Geographie
Die einstmalige Einöde ist mittlerweile als Haus Nr. 26 der Rauershofstraße des neu gebildeten Gemeindeteils Gehülz aufgegangen. Diese führt zur Ortsstraße Brunnschrott (0,2 km südwestlich). Im Norden fällt das Gelände ins Tal des Paulusgrabens ab.

## Geschichte
Gegen Ende des 18. Jahrhunderts bestand Rauershof aus einem Anwesen. Das Hochgericht übte das Rittergut Küps-Theisenort im begrenzten Umfang aus. Es hatte ggf. an das bambergische Centamt Kronach auszuliefern. Das Rittergut Küps-Theisenort war zugleich auch Grundherr der Fronsölde.
Mit dem Gemeindeedikt wurde Rauershof dem 1808 gebildeten Steuerdistrikt Neuses und der 1818 gebildeten Ruralgemeinde Gehülz zugewiesen. Am 1. Mai 1978 wurde Rauershof im Zuge der Gebietsreform in Bayern in Kronach eingegliedert.

### Einwohnerentwicklung
| Jahr      | 001818 | 001861 | 001871 | 001885 | 001900 | 001925 | 001950 | 001961 | 001970 |
| Einwohner | 5      | 8      | 9      | 8      | 5      | 7      | 7      | 4      | 3      |
| Häuser    | 1      |        |        | 1      | 1      | 1      | 1      | 1      |        |
| Quelle    | [ 3 ]  | [ 5 ]  | [ 6 ]  | [ 7 ]  | [ 8 ]  | [ 9 ]  | [ 10 ] | [ 11 ] | [ 12 ] |

## Religion
Der Ort ist römisch-katholisch geprägt und nach St. Johannes der Täufer (Kronach) gepfarrt. Seit der Gründung der Pfarrei St. Bonifatius (Gehülz) in der ersten Hälfte des 20. Jahrhunderts sind die Katholiken dorthin gepfarrt.

## Weblink
- Rauershof in der Ortsdatenbank des bavarikon, abgerufen am 20. August 2021.